# Léon Emmanuel Govaerts
Léon Emmanuel Govaerts (1891 – 1970) è stato un architetto belga noto per il suo contributo all'architettura Art Déco a Bruxelles.
L'opera di Govaerts rappresenta un'importante testimonianza dell'architettura Art Déco a Bruxelles. Edifici come l'ex negozio di mobili Vanderborght e il caminetto di Rue Blanche 29 riflettono l'estetica e l'innovazione del periodo. La sua influenza è ancora visibile nel tessuto urbano della città, offrendo uno sguardo sul passato architettonico di Bruxelles.

## Opere principali
Govaerts ha progettato numerosi edifici a Bruxelles, contribuendo significativamente al paesaggio urbano con il suo stile distintivo. Alcuni dei suoi lavori più rilevanti includono:
- Rue de l'Écuyer 48-52: Ha progettato l'ex negozio di mobili Vanderborght, situato nel cuore di Bruxelles[4].

- Rue Blanche 29, Saint-Gilles: Ha realizzato un caminetto in marmo nel 1915, esemplificando l'attenzione ai dettagli tipica dell'Art Déco[5].

- Hôtel La Réserve, Knokke: Ha progettato questo hotel intorno al 1948, come documentato in una gouache preparatoria[6].